# Nikolai Jileaev
Nikolai Sergheevici Jileaev (în rusă Никола́й Серге́евич Жиля́ев, n. 6 (18) octombrie 1881, Kursk – d. 20 ianuarie 1938) a fost un compozitor rus, critic muzical și pedagog.
A luat lecții particulare de la Serghei Taneev (1896–1900), după care a intrat la Conservatorul din Moscova, la profesorul Mihail Ippolitov-Ivanov. După absolvirea conservatorului, a compus numeroase melodii (unele dintre care au fost publicate de către Piotr Yurgenson), însă mai târziu s-a dezis treptat de această ocupație. A fost remarcat și ca pianist. În postura de critic literar, a contribuit la scrierea jurnalelor „Lâna de aur”, „Săptămânalul moscovit”, „Muzica”. Fiind prieten bun cu Aleksandr Skreabin, a contribuit la redactarea unor compoziții ale acestuia. Nu mult timp înainte de Primul război mondial a lucrat ca pedagog, printre elevii lui din acea perioadă numărându-se Aleksei Stancinski, Samuil Feinberg, Anatolii Aleksandrov.
În anii Războiului Civil Rus, Jileaev a lucrat bibliograf pentru statul-major Tuhacevski. Din 1922 a fost membru al colegiului de redacție al compartimentului muzical a editurii „Gosizdat” (rusă Госиздат), unde a publicat întreaga listă a operelor lui Skreabin. În anii 1926–1930 și 1933–1937 a pregătit tineri compozitori în Conservatorul național. Fiind carismatic și având un cerc vast de preocupări, Jileaev a contribuit la formarea deprinderilor artistice a elevilor săi, viitori compozitori sovietici, printre care Evghenii Golubev, Aram Haciaturian, Kirill Kondrașin, Daniil Jitomirski, Sigismund Kats.
A fost executat în anii represaliilor lui Stalin.